# 横手文雄
横手 文雄（よこて ふみを、1935年6月15日 - 2021年4月28日）は、日本の政治家。衆議院議員（3期）。

## 来歴
鹿児島県国分市（現在の霧島市）で出生。近江高等学校卒業。1962年全国繊維産業労働組合同盟（ゼンセン同盟）愛知支部入り、1970年静岡支部次長、1971年福井支部長を経て1976年、第34回衆議院議員総選挙で福井県全県区から民社党公認で初出馬も落選、1979年、第35回衆議院議員総選挙で初当選し連続3期つとめた。
1986年春、撚糸工連事件で民社党を離党。在宅起訴された。同年の第38回衆議院議員総選挙には無所属で出馬したが落選した（なお、横手の離党記者会見に同席した大内啓伍も現職の書記長ながら、横手の事件の影響を受ける形で落選した）。1999年1月、懲役2年・執行猶予3年・追徴金200万円の有罪判決が確定。2002年、執行猶予満了。
2021年4月28日、肺炎により福井市内の病院で死去。85歳没。